# Deutsche Einband-Meisterschaft 2018/19

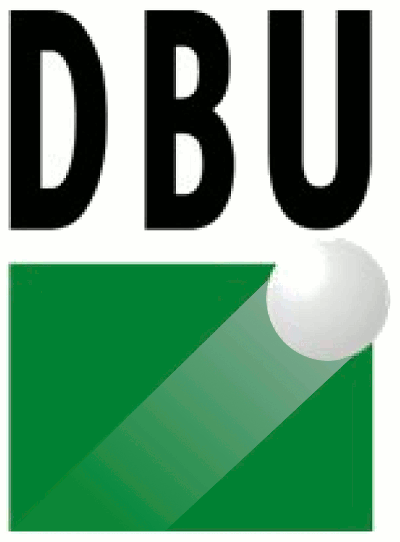
Verbandslogo: DBU

Veranstaltungsort: Bad Wildungen

Die Deutsche Einband-Meisterschaft 2018/19 ist eine Billard-Turnierserie und fand vom 7. bis zum 8. November 2018 in Bad Wildungen zum 65. Mal statt.

## Geschichte
Seit 1963 wurde kein so schwacher Turnierdurchschnitt mehr gespielt. Lediglich die beiden Finalisten spielten annähernd internationales Niveau. Sieger wurde zum dritten Mal Sven Daske vor Markus Dömer. Platz drei teilten sich Arnd Riedel und Stefan Scheler.

Die kompletten Ergebnisse stammen aus eigenen Unterlagen und er österreichischen Billardzeitung Billard.

## Modus
Gespielt wurde in zwei Vierergruppen bis 100 Punkte oder 20 Aufnahmen. Die zwei Gruppenbesten kamen danach in die K.o.-Spiele des Halbfinales. Ab hier wurde bis 100 Punkte ohne Aufnahmenbegrenzung gespielt.
Die Endplatzierung ergab sich aus folgenden Kriterien:
1. Matchpunkte (MP)
2. Generaldurchschnitt (GD)
3. Bester Einzeldurchschnitt (BED)
4. Höchstserie (HS)

## Teilnehmer (alphabetisch)
1. Sven Daske (SCB Langendamm), Titelverteidiger
2. Thomas Berger (BC Nied)
3. Markus Dömer (ABC Merklinde)
4. Uwe Matuszak (BG RW Krefeld)
5. Markus Melerski (BC Hilden)
6. Johann Reiter (BSC Pfaffenhofen)
7. Arnd Riedel (BG Hamburg)
8. Stefan Scheler (SV 1899 Altenweddingen)

### Gruppenphase
| Platz                     | Name            | MP  | Pkte. | Aufn. | GD   | BED   | HS |
| ------------------------- | --------------- | --- | ----- | ----- | ---- | ----- | -- |
| 1                         | Sven Daske      | 6:0 | 265   | 41    | 6,46 | 20,00 | 56 |
| 2                         | Arnd Riedel     | 4:2 | 214   | 60    | 3,56 | 4,50  | 51 |
| 3                         | Johann Reiter   | 2:4 | 120   | 56    | 2,14 | 2,25  | 17 |
| 4                         | Markus Melerski | 0:6 | 130   | 45    | 2,88 | –     | 13 |
| Gruppendurchschnitt: 3,60 |                 |     |       |       |      |       |    |

| Platz                     | Name           | MP  | Pkte. | Aufn. | GD   | BED  | HS |
| ------------------------- | -------------- | --- | ----- | ----- | ---- | ---- | -- |
| 1                         | Markus Dömer   | 4:2 | 283   | 42    | 6,73 | 8,33 | 36 |
| 2                         | Stefan Scheler | 4:2 | 158   | 52    | 3,03 | 3,55 | 14 |
| 3                         | Uwe Matuszak   | 2:4 | 222   | 55    | 4,03 | 6,66 | 29 |
| 4                         | Thomas Berger  | 2:4 | 161   | 55    | 2,92 | 3,80 | 31 |
| Gruppendurchschnitt: 4,03 |                |     |       |       |      |      |    |

### Finalrunde
| 1. Halbfinale  |     |     |    |      |      |    |
| Sven Daske     | 2:0 | 100 | 27 | 3,70 | 3,70 | 12 |
| Stefan Scheler | 0:2 | 82  | 27 | 3,03 | –    | 16 |

| 2. Halbfinale |     |     |    |      |      |    |
| Markus Dömer  | 2:0 | 100 | 12 | 8,33 | 8,33 | 38 |
| Arnd Riedel   | 0:2 | 44  | 12 | 3,66 | –    | 34 |

| Finale       |     |     |    |      |      |    |
| Sven Daske   | 2:0 | 100 | 20 | 5,00 | 5,00 | 28 |
| Markus Dömer | 0:2 | 79  | 20 | 3,95 | –    | 24 |

## Abschlusstabelle
| MP    | Match Punkte (Sieger = 2; Unentschieden = 1; Verlierer = 0) |
| SV    | Satzverhältnis (nur bei Turnieren im Satzsystem)            |
| Pkte. | Erzielte Karambolagen                                       |
| Aufn. | benötigte Aufnahmen                                         |
| GD    | Generaldurchschnitt                                         |
| MGD   | Mannschafts-Generaldurchschnitt                             |
| BED   | Bester Einzeldurchschnitt eines Spielers                    |
| BEMD  | Bester Einzeldurchschnitt einer Mannschaft                  |
| BSD   | Bester Satzdurchschnitt eines Spielers                      |
| HS    | Höchstserie                                                 |
| WRP   | Weltranglistenpunkte                                        |

| Klassement                | Klassement | Klassement      | Klassement | Klassement | Klassement | Klassement | Klassement | Klassement | Klassement |
| Phase                     | Platz      | Name            | MP         | Pkt.       | Aufn.      | GD         | BED        | HS         |            |
| ------------------------- | ---------- | --------------- | ---------- | ---------- | ---------- | ---------- | ---------- | ---------- | ---------- |
| Finale                    | 1          | Sven Daske      | 10:0       | 465        | 88         | 5,28       | 20,00      | 56         |            |
| Finale                    | 2          | Markus Dömer    | 6:4        | 463        | 74         | 6,24       | 8,33       | 38         |            |
| Halb- finale              | 3          | Arnd Riedel     | 4:4        | 258        | 72         | 3,58       | 4,50       | 51         |            |
| Halb- finale              | 3          | Stefan Scheler  | 4:4        | 240        | 79         | 3,03       | 3,55       | 16         |            |
| Gruppen- phase            | 5          | Uwe Matuszak    | 2:4        | 222        | 55         | 4,03       | 6,66       | 29         |            |
| Gruppen- phase            | 6          | Johann Reiter   | 2:4        | 120        | 56         | 2,14       | 2,25       | 17         |            |
| Gruppen- phase            | 7          | Thomas Berger   | 2:4        | 161        | 55         | 2,92       | 3,80       | 31         |            |
| Gruppen- phase            | 8          | Markus Melerski | 0:6        | 130        | 45         | 2,88       | –          | 13         |            |
| Turnierdurchschnitt: 3,92 |            |                 |            |            |            |            |            |            |            |